# Serviette hygiénique lavable

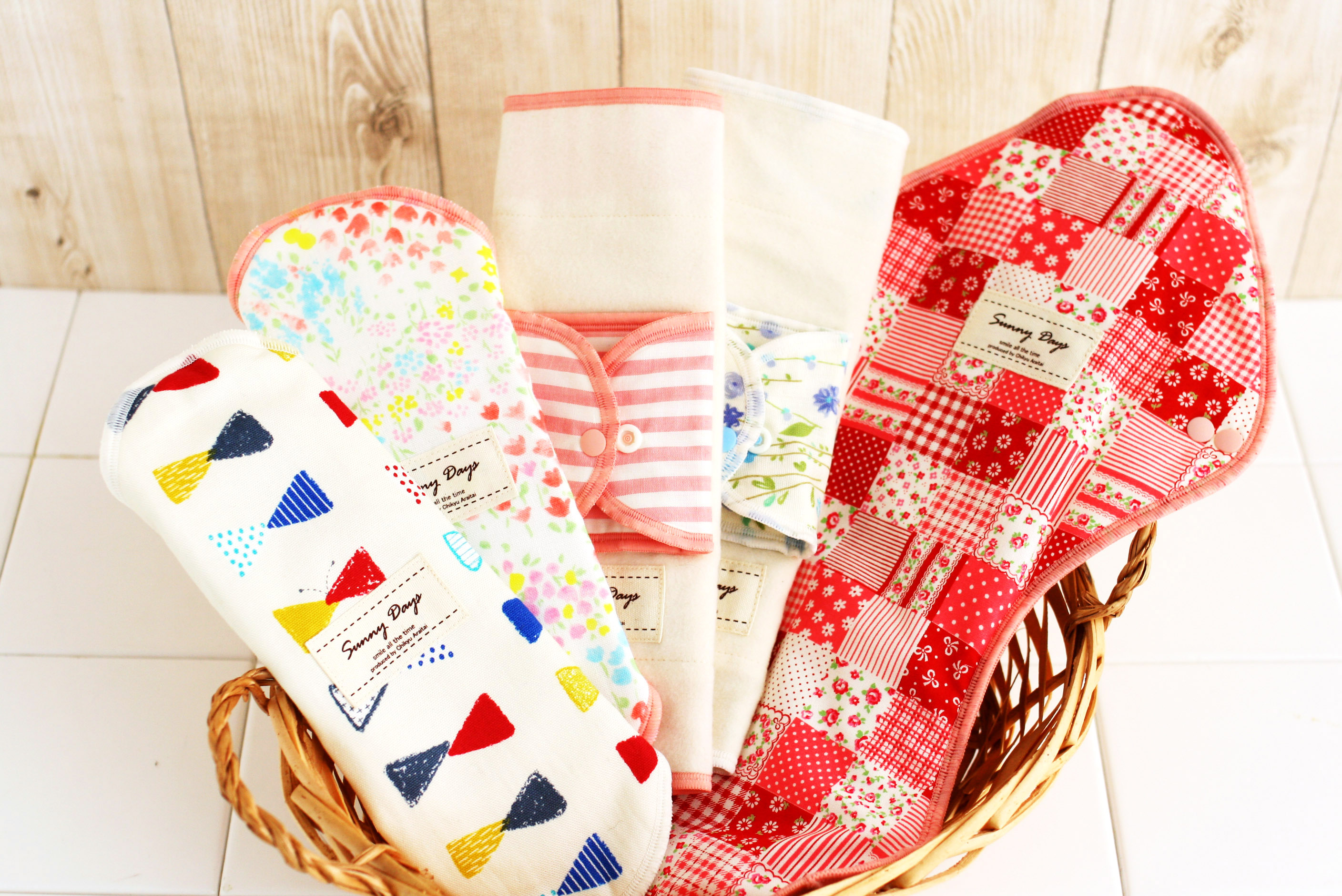
Serviettes hygiéniques lavables.

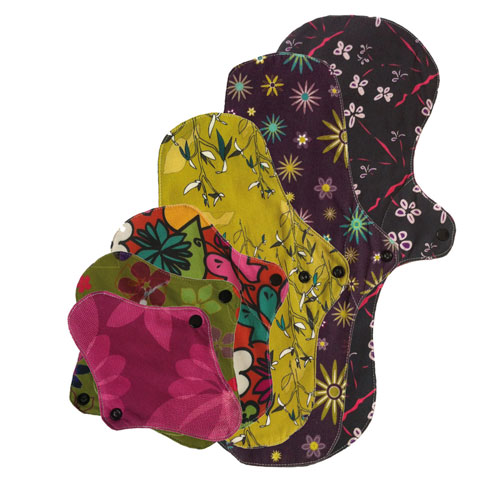
Serviettes hygiéniques lavables.

Une serviette hygiénique lavable ou un protège-slip lavable, est une protection intime principalement utilisées pour absorber les menstruations et les flux sanguins consécutifs à un accouchement, un avortement, une opération chirurgicale ainsi que les pertes quotidiennes, pertes blanches ou les fuites urinaires. Elles peuvent être suffisamment absorbantes pour l'incontinence urinaire. Les serviettes hygiéniques lavables sont plus écologiques et moins chères. Des versions pour les problèmes d'incontinence masculine existent également. Elles sont parfois désignées sous le sigle SHL ou PSL.

## Historique

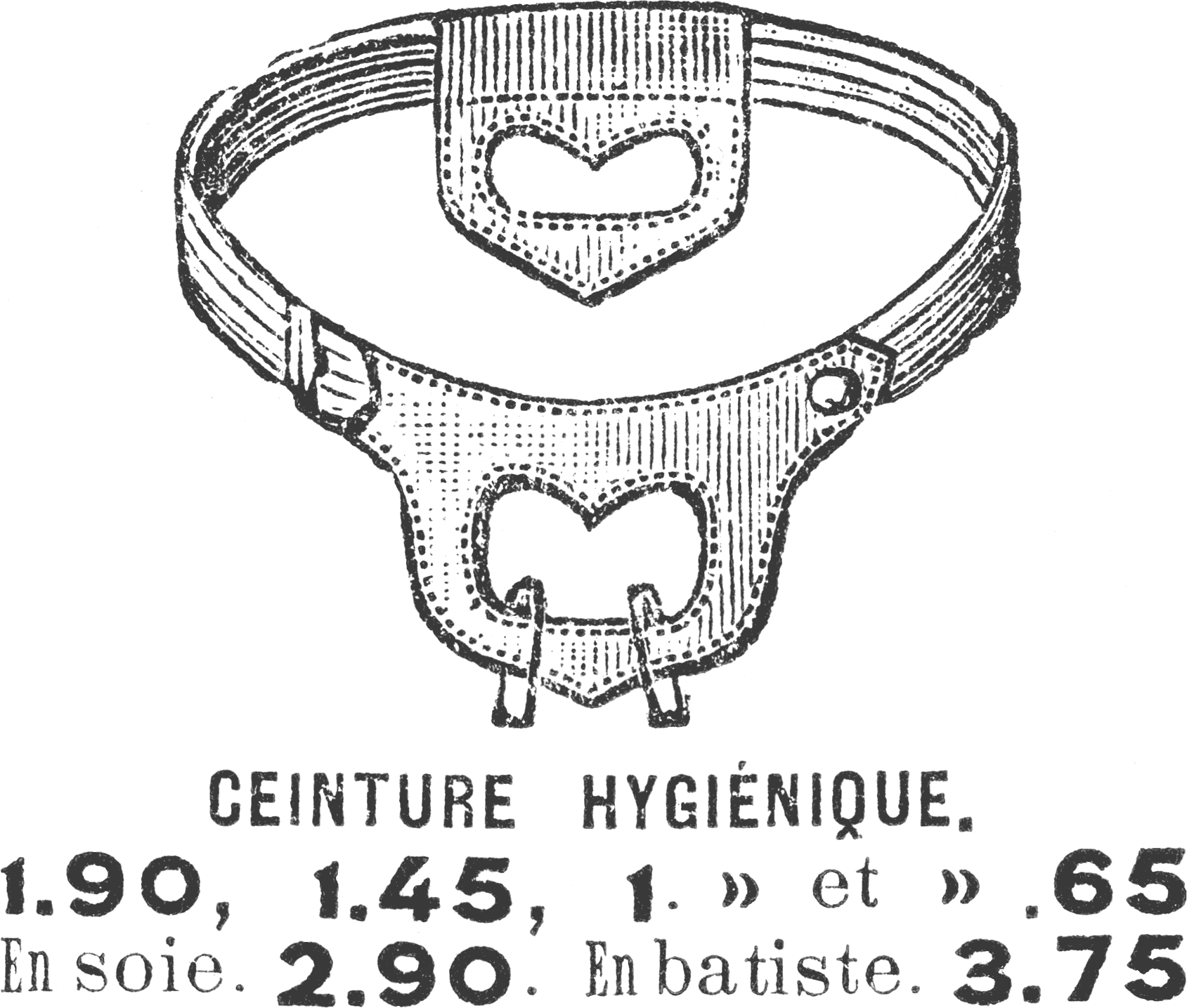
Modèle de « ceinture hygiénique » en 1908.

Au début du XXe siècle, on utilise des systèmes lavables plus ou moins sophistiqués, comme des bandes absorbantes fixées par des ceintures ou par un bandeau noué autour de la taille.  
L'arrivée des serviettes jetables à partir de 1963 conduit de nombreuses personnes à délaisser progressivement les systèmes lavables qui étaient souvent épais (pièce de tissu déjà épaisse pliée en 3), difficiles à laver car de couleur blanche, et souvent rêches car composés de textiles en chanvre grossièrement tissé.
Mais depuis 2009, notamment avec l’apparition de l'entreprise française PliM[réf. nécessaire], de nouvelles protections lavables plus fines apparaissant sur le marché.
Au Cameroun, Olivia Mvondo Boum II fonde en 2012 KmerPad, qui vise à proposer des serviettes lavables, moins chères à l'usage que les serviettes jetables, notamment afin de lutter contre la déscolarisation à l'apparition des règles. L'ingénieure éthiopienne Freweini Mebrahtu fait la même chose avec son entreprise Mariam Seba Sanitary Products Factory, fondée en 2009.
En 2015, la marque Dans Ma Culotte voit le jour et propose des serviettes hygiéniques lavables fabriquées en France aux motifs réalisés par des designers.

## Description
Les serviettes lavables actuelles se composent d'une face absorbante au contact de la vulve, d'une couche de tissu imperméable limitant les fuites et d'un système de rabats munis de boutons pressions pour permettre la fixation au sous-vêtement. Certaines marques comme PliM ou Dans Ma Culotte proposent une membrane côté culotte qui est imperméable mais aussi respirante, ce qui permet l'évacuation de l'humidité (sans fuite) et limite les odeurs et l'apparition de mycoses[réf. nécessaire].
La membrane au contact des parties intimes est de façon privilégiée composée de fibres naturelles, parfois de coton issu de l’agriculture biologique,. L'utilisation de fibres naturelles limite les effets indésirables tels que les irritations, les démangeaisons, des odeurs ou des mycoses parfois imputés au port de protections hygiéniques conventionnelles. 
Certains fabricants de protections jetables comme Natracare ont cependant mis au point des protections jetables ayant une composition assez proche des serviettes lavables,[source insuffisante]. 
Les serviettes lavables ont un pouvoir absorbant qui dépend de leur conception[source insuffisante]. La fréquence de changement d'une serviette lavable dépend donc de la capacité absorbante de la serviette, du flux à absorber en quantité, en fréquence et en type de flux (sang ou urine) mais aussi de la capacité de respirabilité de la membrane technique (s'il y en a une). Plus la serviette est respirante plus elle élimine l'humidité des flux et permet une absorption forte.

## Utilisation
La serviette lavable se fixe sur le sous-vêtement par un système de boutons pressions ou de boutons classiques. Lorsque la serviette est pleine, elle est changée. Certaines marques proposent un système de double pression pour ajuster selon le type de sous-vêtement et sans nickel pour éviter toute allergies. Elle peut parfois être pliée en trois parties comme une serviette jetable, pour éviter tout risque de fuite pendant le transport.

### Entretien
Juste après leur utilisation, la serviette peut être mise à tremper dans une eau à température du corps, ou directement au nettoyage dans une machine à laver. La marque PliM recommande un lavage des serviettes hygiéniques lavables à une température comprise entre 40 et 60 °C selon les modèles et les utilisations. La marque Dans Ma Culotte précise qu'un lavage à 60°C garantit la limitation des risques d’allergies, bactéries et mycoses gynécologiques.
Certaines serviettes peuvent également être stockées en étant pliées en attendant un lavage, suivant leur composition.

## Avantages et inconvénients
Réutilisables pour une durée de vie comprise entre trois et dix ans selon les marques (matières utilisées et finitions), les serviettes hygiéniques lavables sont considérées comme écologiques[Par qui ?]. Elles ne nécessitent pas plus d'eau pour le lavage car il n'y a pas besoin de faire une machine spéciale, elles se glissent dans toutes les machines avec le reste du linge donc pas de surcoût énergétique ni financier pour le lavage,.
Elles sont également recyclables quand elles sont fabriquées avec des fibres naturelles.
Le port de serviettes lavables implique cependant de savoir quoi faire de la serviette une fois celle-ci utilisée et d'organiser son stockage jusqu'à son lavage, le lavage, éventuellement avec du détachant, et le séchage. 
L'investissement de départ est à relativiser avec la durée de vie des produits et à rapporter au coût d'un cycle menstruel.

## Fabrication et commercialisation
Ces protections peuvent être confectionnées à la main ou achetées dans le commerce. Un lot d'une dizaine de serviettes coûte environ une soixantaine d'euros.
À travers le monde, plusieurs entreprises fabriquent et commercialisent la serviette hygiénique lavable. Au Canada, Lunapads a été fondée en 1993 et est basée à Vancouver. Aux États-Unis, Party in my pants est créée en 1999. En France, PliM, est la première entreprise française à lancer en 2009 une gamme de serviette hygiénique lavable et une gamme de culottes menstruelles lancée en 2019. D’autres marques internationales, telles que Eco Bibi (Chine), Momiji Natural (Sri Lanka) sont également commercialisées.